# Makusa
Makusa – miejscowość w Egipcie, w muhafazie Al-Minja. W 2006 roku liczyła 19 744 mieszkańców.